# Moose Wilson Road (Wyoming)
Moose Wilson Road é uma Região censo-designada localizada no estado norte-americano de Wyoming, no Condado de Teton.

## Demografia
Segundo o censo norte-americano de 2000, a sua população era de 1439 habitantes.

## Geografia
De acordo com o United States Census Bureau tem uma área de
17,9 km², dos quais 17,4 km² cobertos por terra e 0,5 km² cobertos por água.

## Localidades na vizinhança
O diagrama seguinte representa as localidades num raio de 40 km ao redor de Moose Wilson Road.